# Saulė
Saulė ist ein litauischer weiblicher Vorname. Die männliche Form ist Saulius. 

## Herkunft
Der Vorname bedeutet Sonne, siehe auch Saule. 

## Ableitung
- Saulutė (Verniedlichungsform)

## Personen
- Saulė Bliuvaitė (* 1994), Filmregisseurin und Drehbuchautorin